# Za československou republiku rad
Za československou republiku rad. Národní výbory a dělnické rady 1917–20 je kniha českého historika Zdeňka Kárníka věnovaná vývoji českého a německého hnutí rad v letech 1917–1920. Vyšla v Praze v Československé akademii věd roku 1963.
Prací o hnutí rad se Zdeněk Kárník v roce 1963 etabloval v akademické veřejnosti jako specialista v oblasti sociálních dějin. Zabývá se v ní historií hnutí rad v českých zemích mezi léty 1917 a 1920 – jejich podobou a institucionálními formami, aktéry a jejich cíli i radikálně socialistickou ideologií, která byla s hnutím rad spojena. Kniha vykresluje paralelně jak německé, tak české hnutí rad od konce světové války až do prosincové stávky roku 1920, kdy končí poválečná revoluční vlna ve střední Evropě. 
Pro české prostředí Kárník dokládá, že primární formou aktivizace lidí po 28. říjnu 1918 byly národní výbory, které po celé zemi vznikaly jako nové orgány moci. Teprve na tuto vlnu aktivizace pro nově založený národní stát navazovala nová forma – zejména v průmyslových oblastech se radikalizované dělnictvo pokusilo založit dělnické a vojenské rady, které by po sovětském vzoru prosazovaly socialismus a komunismus. Postoj k hnutí rad se stal rovněž jednou z příčin diferenciace uvnitř sociální demokracie – mezi jejím umírněným a radikálním křídlem. Kárník přitom sleduje nejen formy aktivizace a klíčové aktéry hnutí, nýbrž i diskuse o založení dělnické rady na Kladně na jaře a v létě 1919, propagaci myšlenky rad v druhé polovině roku 1919 i eskalaci vztahů mezi jednotlivými proudy v sociální demokracii během roku 1920. 
Kromě zpracování bohatého archivního materiálu – zejména hlášení policie a okresních hejtmanství – se Kárník opřel o vzpomínky účastníků a o tiskové materiály. Podařilo se mu tak poskytnout komplexní obraz této kapitoly českých dějin.